# Moacir Rodrigues Santos
Moacir Rodrigues Santos (21. března 1970, Belo Horizonte - 20. července 2024) byl brazilský fotbalista.

## Reprezentační kariéra
Moacir Rodrigues Santos odehrál za brazilský národní tým v letech 1990–1991 celkem 6 reprezentačních utkání a vstřelil v nich 1 gól.

## Statistiky
| Brazílie | Brazílie | Brazílie |
| Roky     | Zápasů   | Gólů     |
| -------- | -------- | -------- |
| 1990     | 3        | 0        |
| 1991     | 3        | 1        |
| Celkem   | 6        | 1        |